# Inman Line

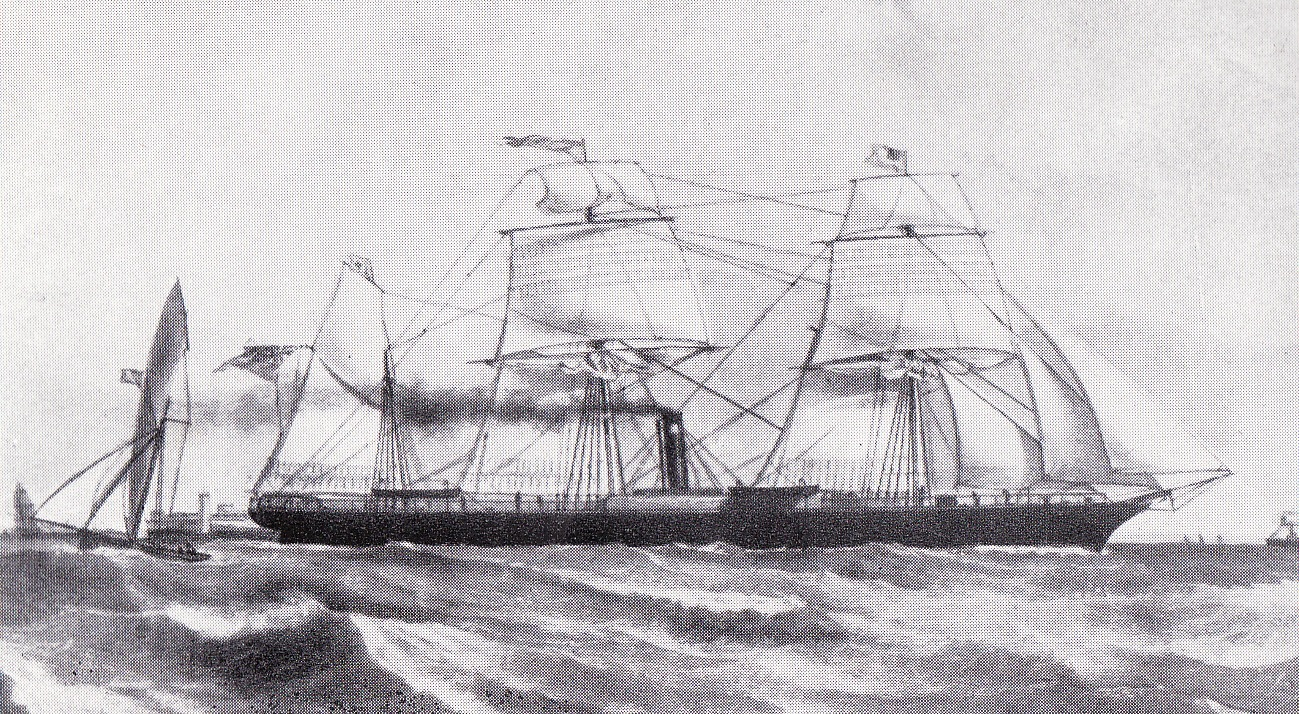
City of Glasgow 1850 року споруди довів, що пароплави в змозі працювати на Атлантичному без субсидій.

Inman Line (англ. Inman Line) — британська судноплавна компанія, яка діяла з 1850 року до її поглинання в 1893 році компанією "American Line". Була однією з трьох найбільших британських пасажирських судноплавних компаній XIX -го століття в Північній Атлантиці , поряд з «White Star Line» і «Cunard Line». Офіційною назвою фірми протягом більшої частини її історії було «Liverpool, Philadelphia and New York Steamship Company», але компанія була також відома під назвами «Liverpool and Philadelphia Steamship Company», «Inman Steamship Company Limited», а в останні кілька років до поглинання компанії під назвою «Inman and International Steamship Company».

## Чим цікава ця компанія
1. Взявши на озброєння нові технології, «Inman Line» першою показала, що несубсидовані (тобто без дозаправки вугіллям у рейсі) океанські лайнери в змозі працювати з вигодою в Північній Атлантиці.
2. Своїм першим пароплавом «City of Glasgow» 1850 року споруди «Inman» надихнула судновласників на заміну колісних пароплавів з дерев'яним корпусом на пароплави з металевим корпусом, оснащених гвинтовим двигуном.
3. У 1852 році компанія довіла, що економічно вигідно перевозити на пароплавах стіередж пасажирів.
4. Пароплав компанії «Inman» «City of Paris» 1866 року споруди став першим гвинтовим лайнером, який був у стані відповідати швидкості колісного пароплава.

## Історія

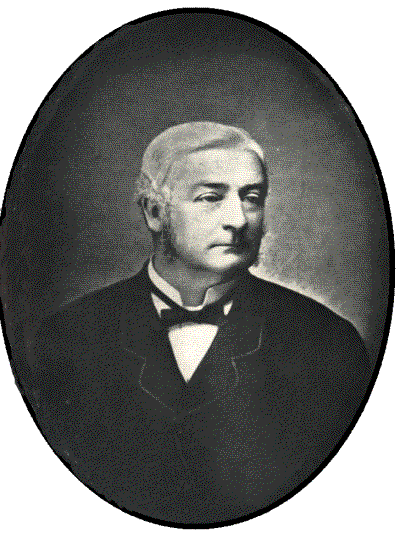
Вільям Інман (1825-1881).

### 1850–1866 роки
"Inman Line" мала свої корені з лінії поштово-пасажирське  вітрильників які належали Джону Грабб Річардсону (англ. John Grubb Richardson) і його братам разом з їх молодим бізнес-партнером Вільямом Інман (англ. William Inman) (1825 - 1881). У 1850 році Інман умовив своїх партнерів скласти "Liverpool and Philadelphia Steamship Company" і купити новий передовий пароплав "City of Glasgow". Судно довело свою вигідність, бо його залізний корпус вимагав менше ремонту, а установка гвинтовим двигуном залишила більше місця для пасажирів і вантажів. Помірна швидкість пароплава "City of Glasgow" значно скоротила споживання вугілля. The ship's first voyage for her new owners departed for Philadelphia on 17 December 1850. У наступному році до цього судна приєдналася більших розмірів копія "City of Manchester".
У 1852 році "Inman Line" проклала нові основи, перевозячи стіередж пасажирів - пасажирів біля стернового управління під парами від труби судна, де було шумно і димно ніж в інших місцях для пасажирів. Це так звали пасажирів третього класу в ті часи. Як ірландські квакери, Річардсони були стурбовані поганими умовами, які переносять іммігранти подорожуючи до Америки. До тих пір, іммігранти подорожували на парусниках з непередбачуваним часом перетину Атлантичного океану. Стіередж пасажири повинні були приносити з собою їжу, якої часто не вистачало. У 1836 році судно "Diamond" втратило через голод 17 з 180 своїх пасажирів третього класу, коли потребувалось 100 днів для перетину Атлантичного океану. З самого початку, "Inman Line" забезпечує кращі стіередж-приміщення (приміщення для стіередж пасажирів по типу казарми) і приймає рекомендації Парламентського Комітету щодо забезпечення приготування страви для іммігрантів. В результаті, "Inman Line" була здатна стягувати стіередж-тариф 8 гіней, в той час як найшвидші пакет-вітрильники стягували від 4 до 6 гіней. У той період лайнери "Inman Line" зазвичай перевозять 500 пасажирів, в тому числі 80 відсотків стіередж пасажирів.

### 1866-1886 роки
До 1870 року «Inman» висадила більше пасажирів в Нью-Йорку, ніж будь-яка інша лінія.
У 1886 році "Inman Line", судна якої ходили під прапором Великої Британії, стала банкрутом і була захоплена своїм найбільшим кредитором «International Navigation Company», який базувався у Філадельфії. Таким чином належавша американським власникам трастова компанія «International Navigation Company» придбала «Inman line» і почала оновлення експрес-флоту двома майбутніми переможцями Блакитної Стрічки: «City of New York» і другим був «City of Paris» 1888 року споруди. Так компанія вступила в епоху двухвінтових судів, що послужило кінцем у необхідності запасних вітрил.